# Eugen Fink
Eugen Fink (ur. 11 grudnia 1905 w Konstancji, zm. 25 lipca 1975 we Fryburgu Bryzgowijskim) – niemiecki filozof, egzystencjalista; profesor uniwersytetu we Fryburgu Bryzgowijskim.
Był uczniem oraz asystentem E. Husserla i M. Heideggera.
W swojej działalności badał związek gry z rozumieniem świata.